# Yale (Iowa)
Yale è un comune degli Stati Uniti d'America, situato nello Stato dell'Iowa, nella contea di Guthrie.